# Carlos Guinle
Carlos Guinle (Rio de Janeiro, 20 de abril de 1883 — 7 de fevereiro de 1969) foi um colecionador de obras de arte, mecenas e compositor brasileiro, membro da família Guinle.
Terceiro filho de Eduardo Palassin Guinle, Carlos Guinle casou-se com Gilda de Oliveira Rocha (filha do português Manuel Jorge de Oliveira Rocha, que fundou em 1894 o jornal carioca A Notícia, vespertino que deixou de circular em 1998), com quem teve dois filhos, Jorge Guinle e Carlos Filho.
Um dos herdeiros do ramo central da tradicional e abastada família carioca Guinle, fundadora do Copacabana Palace, do Parque Guinle, do Palácio Laranjeiras, no Rio de Janeiro e da Ilha de Brocoió na Baía de Guanabara, além do Fluminense Football Club, clube que presidiu 2 vezes, de 8 de janeiro de 1912 a 23 de dezembro de 1912 e de 26 de dezembro de 1913 a 16 de abril de 1914. 
Na década de 1930 criou a Granja Comary em Teresópolis que em 1968 deu origem ao Clube Comary e em 1986 ao Centro de treinamento Heleno Nunes, atual concentração da seleção brasileira de futebol, o restante foi dividido em glebas e transformou-se num dos mais belos condomínios da região serrana.
Dedicando-se aos negócios de sua família e sempre se considerando um compositor amador, nunca deixou, contudo, de comparecer aos shows musicais mantidos, especialmente, no Hotel Copacabana Palace, a partir das duas boates do famoso hotel, o Golden Room e o Midnight. 
Era pai do playboy e crítico de jazz Jorge Guinle, o qual sempre participou, desde o começo dos anos 1950, das jam sessions cariocas tendo sido amigo de muitos compositores e intelectuais brasileiros.
Seu filho caçula, Carlos Oliveira Rocha Guinle, teve sua primeira composição lançada em 1950, o samba-canção "Você não sabe amar", em parceria com Dorival Caymmi e Hugo Lima, gravado por Francisco Carlos na RCA Victor. Em 1953, o samba-canção "Tão só", em parceria com Dorival Caymmi, foi gravado por Dorival Caymmi na Odeon.
Destacou-se por ser mecenas de Heitor Villa-Lobos em sua viagem a França.